# Филипинска револуција
Филипинска револуција (фил./таг. , шп. Revolución Filipina), такође позната као Тагалошки рат (шп. Guerra Tagalog), била је револуција и касније сукоб између филипинског народа и шпанских колонијалних власти.
Филипинска револуција је почела у августу 1896. године, када су шпанске власти откриле Катипунан — антиколонијалну тајну организацију. Катипунан, на челу са Андресом Бонифасијем, био је ослободилачки покрет чији је циљ била независност од Шпаније кроз оружани револт. Организација је имала утицаја на готово цијелом простору Филипина. Током масовног окупљања у Калоокану, вође Катипунана су се организовале у револуционарну владу, именовале новоосновану владу — „Харинг бајанг катагалуган”, те отворено прогласиле оружану револуцију широм земље. Бонифасио је позвао на напад на главни град, Манилу. Напад није успио; међутим, околне провинције почеле су са побунама. Прецизније, побуњеници у Кавитеу предвођени Маријаном Алварезом и Емилиом Агиналдом (који су били из двију различитих фракција Катипунана) побиједили су у првим конфликтима. Борба за превласт и моћ међу револуционарима довела је до смрти Бонифасија 1897. године, а његову функцију наслиједио је Агиналдо који је водио сопствену револуционарну владу. Исте године, револуционари и Шпанци су потписали Пакт за Бијак-на-Бато, којим је насиље привремено смањено. Агиналдо и други филипински официри отишли су у самонаметнути егзил у Хонгконг. Међутим, насиље и непријатељство никада није потпуно утихнуло.
Сједињене Америчке Државе су 21. априла 1898. године покренуле поморску блокаду Кубе, што је била прва војна акција Шпанско-америчког рата. Амерички морнарички Азијски ескадрон (енгл. Asiatic Squadron), под вођством комодора Џорџа Дјуија, одлучно је 1. маја поразио Шпанску морнарицу у битки у заливу Манила, ефективно преузимајући контролу над Манилом. Агиналдо се, незванично у савезништву са САД, 19. маја вратио на Филипине и наставио са нападима на Шпанце. Побуњеници су до јуна стекли контролу над готово цијелим Филипинима — осим Маниле. Агиналдо је 12. јуна издао Декларацију о независности Филипина (фил./таг. ). Иако је ово означило крај револуције, ни Шпанија ни САД нису признавали независност Филипина.
Шпанска управа на Филипинима званично је завршена потписивањем Париског мира (1898), којим је такође окончан и Шпанско-амерички рат. Овим споразумом Шпанија је уступила САД контролу над Филипинима и осталим територијама. Око Маниле је успостављен ’нелагодан’ мир; америчке снаге су контролисале град, а слабије филипинске снаге их окруживале.
У битки за Манилу која се одиграла 4. фебруара 1899. године, избио је сукоб између филипинских и америчких снага; започет је Филипинско-амерички рат. Агиналдо је моментално наредио „[д]а се мир и пријатељски односи са Американцима наруше и да ће поменути бити третирани као непријатељи”. Прва Филипинска република у фази настанка, јуна 1899. формално је објавила рат Сједињеним Државама.
Филипини нису постали међународно призната независна држава све до 1946. године.

## Резиме
Главни прилив револуционарних идеја десио се на почетку 19. вијека, када су Филипини били отворени за свјетску трговину. Прве енглеске фирме су основане 1809. године у Манили, након доношења краљевског декрета 1834. године којим је град званично отворен за свјетску трговину. Филипинима се управљало из Мексика још од 1565. године, док су колонијални административни трошкови били покривани субвенцијама од галеонске трговине. Повећана конкурентност са страним трговцима довела је до пропасти трговине галеонима 1815. године. Након признавања мексичке независности 1821. године, Шпанија је била приморана да управља Филипинима директно из Мадрида и пронађе нове изворе прихода за плаћање колонијалне администрације. У овом моменту, постреволуционарне идеје из Француске дошле су и до Филипина путем књижевности односно књижевних умјетничких дјела која су налазила читаоце на Филипинима, што је резултовало успоном просвијетљене племићке класе принсипалија (шп. principalía) у друштву.
Шпанска револуција 1868. (шп. La Gloriosa&nbsp;/ Sexenio democrático) окончала је аутократску владавину краљице Исабеле II. Аутократска влада је замијењена либералном, на челу са генералом Франсиском Сераном и Домингезом. Серано је 1869. године именовао Карлоса Марију од Торе за 91. генерал-губернатора. Идеја либерализма на Филипине је уведена управо за вријеме његове владавине.
Избор Амадеа Савојског на трон Шпаније довео је до замјене Де ла Тореа 1871. године. Влада сљедећег генерал-губернатора, Рафаела де Искијерда, 1872. године је доживјела устанак филипинских војника за арсенал тврђаве Сан Фелипе у Кавите ел Вијеху. Седам дана послије буне, много људи је ухапшено и доведено пред суд. Тројица су били секуларни свештеници: Хосе Бургос, Маријано Гомез и фратар Хасинто Замора; њих су шпанске власти објесиле у Багумбајану. Њихово погубљење имало је дубоког утицаја на много Филипинаца; Хосе Ризал, национални херој, посветиће свој роман El filibusterismo управо њима.
Много Филипинаца ухапшених за могуће побуњеништво депортовано је у шпанске казнене колоније. Неки од њих, како год, успјели су побјећи у Хонгконг, Јокохаму, Сингапур, Париз, Лондон, Берлин или неке дијелове Шпаније. Састајали су се с филипинским студентима и другим егзилантима који су побјегли из казнених колонија. Повезани заједничком вјером, основали су организацију познату као Покрет Пропаганда (фил./таг. Kilusang Propaganda). Ови емигранти су се првобитно служили пером за осуђивање шпанског злостављања и израбљивања људи те тражење темељне реформе стране колонијалне владе.
Романи Хосеа Ризала, Noli me tángere (Touch Me Not, 1887) и El filibusterismo (The Filibuster, 1891), открили су шпанске злоупотребе у друштвенополитичким и религијским аспектима. Издавање Ризаловог првог романа довело је до злогласног аграрног конфликта 1888. године у његовом родном граду Каламби, када су доминиканске хацијенде доведене у проблеме око плаћања пореза влади. По повратку из Америка, Ризал је 1892. године основао Филипинску лигу (La Liga Filipina), филипинску асоцијацију организовану ради реформи колонијалне владе. Када су Шпанци сазнали да је Ризал на Филипинима, ухапсили су га и депортовали неколико дана након оснивања Лиге.
Депортација Ризала резултовала је распадом Лиге. Мирна кампања за реформе била је окончана, а започета много агресивнија. Када је чуо да је Ризал депортован у Дапитан, члан Лиге Андрес Бонифасио и његови пријатељи основали су тајну организацију по имену Катипунан, у кући смјештеној у Тонду (Манила). Катипунан је добијао све више и више чланова и био посебно привлачан нижим класама. Бонифасио је јуна 1896. послао емисара у Дапитан како би добио и Ризалову подршку, али Ризал је одбио да учествује у оружаној револуцији. Катипунан је 19. августа 1896. године открио шпански фратар, када је означен почетак Филипинске револуције.
Револуција се првобитно распламсала у осам провинција Централног Лузона. Оружани отпор се касније проширио регионом Јужни Тагалог, поготово провинцијом Кавите, гдје су градови били постепено ослобађани током првих мјесеци устанака. Узастопне конвенције 1896. и 1897. године у Имусу и Техеросу одлучиле су о судбини нове републике. Република Бијак-на-Бато бива основана у новембру 1897. године, а устав је прогласила побуњеничка влада.
Битка у заливу Манила се одиграла 1. маја 1898. године, као дио Шпанско-америчког рата. Агиналдо, који се 19. маја вратио из добровољног егзила, 24. маја се у Кавитеу огласио сљедећим ријечима: „... Враћам се да преузмем команду свих снага за остварење наших гордих аспирација, успостављање диктаторске владе којом ће се наведени декрети ставити под моју пуну одговорност...” Агиналдо је 12. јуна прогласио независност Филипина, а већ 18. јуна издао декрет прогласивши диктаторску владу на чијем ће челу бити он. Агиналдо је 23. јуна издао други декрет, којим је диктаторска влада замијењена револуционарном владом. Између јуна и 10. септембра 1898. године, револуционарна влада је одржала изборе за Малолоски конгрес; Емилио Агиналдо је тада изабран за предсједника Филипина. Непријатељство имеђу америчких и филипинских снага је обзнањено 2. фебруара 1899. године. На сједницама одржаваним у периоду од 15. септембра 1898. до 13. новембра 1899. године усвојен је Малолоски устав, чиме је створена Прва Филипинска република, са Агиналдом као предсједником. Агиналдо је 12. јуна 1899. године прогласио објављивање рата против САД, покренувши тако Филипинско-амерички рат. Америчке снаге су ухватиле Агиналда 23. марта 1901. године, а на вјерност Сједињеним Америчким Државама заклео се 1. априла. Амерички предсједник Теодор Рузвелт објавио је 4. јула 1902. године потпуно помиловање и амнестију за све Филипинце који су учествовали у сукобима, тако ефективно и коначно зауставивши тешки разорни рат.

## Коријени
Филипинска револуција је била акумулација идеја и експозиција међународној заједници, што је довело до започињања националистичких подухвата. Пораст филипинског национализма је био спор али неизбјежан. Злоупотребе шпанске владе, војске и свештенства током три вијека колонијалне владавине, као и објелодањивање поменутог дјеловањем илустрадоса крајем 19. вијека, поплочало је пут за уједињени филипински народ. Како год, раст национализма био је спор због тешкоћа у друштвеном и економском међуодносу Филипинаца. У датираном писму које је написао филипински писац Хосе П. Ризал и послао оцу Висентеу Гарсији са Атенеа мунисипала де Манила, Ризал каже сљедеће:
Има, онда, на Филипинима, напретка или побољшања које је индивидуално, али нема националног напретка.— 17. јануар 1891.

### Отварање Маниле свјетској трговини
Прије отварања Маниле иностраном тржишту, шпанске власти су одвраћале стране трговце од боравка у колонији и уласка у пословне везе са истом. Краљевским декретом 2. фебруара 1800. године странцима је забрањено да живе на Филипинима, баш као и краљевским декретима из 1807. и 1816. године. Генерал-губернатор Маријано Рикафорт је 1823. године објавио едикт којим је забрањено страним трговцима да тргују на мало и ради трговине посјећују провинције. Исти едикт је поново издао Лардизабал године 1840. Краљевским декретом издатим 1844. године забрањено је странцима да путују у провинције под било којим изговором, а 1857. године неколико закона против странаца додатно је било ревидирано и уведено.
Широким прихватањем доктрине лесе фер пред крај 18. вијека Шпанија је ’опустила’ своју меркантилистичку политику. Британска окупација Маниле (1762—1764) приморала је Шпанију да прихвати чињеницу да је немогуће изоловати колонију од дјеловања и трговања са свијетом. Страним бродовима је 1789. године дозвољено да довозе азијска добра у луку Маниле. Чак и прије 1780-их, много страних бродова — укључујући клипере Јанкија — посјећивало је Манилу упркос регулацијама којима је ово било забрањено. Генерал-губернатор Феликс Беренгер де Маркина је 1790. сугерисао да краљ Шпаније отвори Манилу свјетској трговини. Такође, банкротирање Краљевске компаније Филипина (Реал компања де Филипинас) моментално је приморало шпанског краља да отвори Манилу за свјетску трговину. У краљевском декрету издатом 6. септембра 1834. године, привилегије компаније су биле укинуте а лука Маниле отворена за трговину.

#### Отварање лука и стране фирме
Недуго након отварања Маниле свјетској трговини, шпански трговци су почели да губе своју комерцијалну надмоћ на Филипинима. Рестрикције против страних трговаца су смањене 1834. године када је Манила постала отворена лука. До краја 1859. године било је 15 страних фирми у Манили. Седам их је било британских, три америчке, двије француске, двије швајцарске и једна њемачка.
Неки амерички трговци су се настанили у Манили 1834. године и у великој мјери инвестирали у пословање. Двије америчке пословне фирме бивају основане: Расел, Стерџис и компанија и Пил, Хабел и компанија; постају двије међу главним, водећим пословним фирмама. У почетку, Американци су имали предност над британским конкурентима јер су за филипински извоз нудили производ по релативно доброј цијени; примјер је кањамо (индустријска конопља), шећер и дуван.
Америчка надмоћ у трговини није дуго потрајала. У свјетлу круте британске конкуренције, постепено су губили контролу над филипинским тржиштем. До овог пада је дошло због недостатка подршке америчке владе и недовољно америчких трговинских база у Оријенту. Расел, Стерџис и компанија је банкротирао 1875. године, а пратио га је Пил, Хабел и компанија који је банкрот доживио 1887. године. Убрзо послије овога, британски трговци — укључујући Џејмса Адама Смита, Лоренса Х. Бела и Роберта П. Вуда — почели су да доминирају финансијским активностима у Манили.
Узнемирена доминацијом британске и америчке економије у Манили, влада Шпаније је 1842. године послала шпанског дипломату Синибалда де Маса на Филипине да би спровео економско истраживање тамошњег тржишта и дао препоруке. Након интензивне истраге, Де Мас је Круни поднио свој званични извјештај. Извјештај насловљен Informe sobre el estado de las Islas Filipinas en 1842 био је објављен 1843. године у Мадриду. Мас је указао на сљедеће: отварање још лука ради поспјешивања стране трговине, подстицање кинеске имиграције ради подстрекивања агрикултурног развоја, те укидање дуванског монопола.
Као одговор на препоруке Синибалда де Маса, Шпанија отвара још много лука. Луке Суал, Илоило и Замбоанга отворене су 1855. године, лука Себу је отворена 1860. године, а Легаспи и Таклобан године 1873.

### Просвјетљење
До почетка Филипинске револуције филипинско друштво је било подијељено у друштвене класе и поткласе засноване на економском статусу особе. Постојале су двије главне класе у овом систему. Највиши људи према друштвеној скали били су чланови принсипалије, а остали су припадали класи масес. У принсипалију су спадали земљопосједници, учитељи, локални званичници и бивши функционери. Чланови ове класе чинили су друштвену аристократију града.
Шпанци су припадали класи принсипалија и били додатно подијељени у двије поткласе: пенинсулари и креоли. Пенинсулари су били они који су живјели на Филипинима а рођени су у Шпанији. Креоли или криољо су били Шпанци који су били рођени у колонијама. Иако су пенинсулари и креоли уживали исту друштвену моћ, пошто су обоји припадали принсипалији, пенинсулари су се (очекивано) сматрали друштвено надмоћнијима у односу на креоле.
Нижа од двију класа, масес или Индиос, обухватала је све сиромашне пучане, сељаке и раднике. За разлику од класе принсипалија, чији су чланови имали високе јавне уреде и препоруке краља Шпаније, масес је имао само неколико грађанских права и привилегија. Највиша политичка функција коју су могли да врше је био гобернадорсиљо, односно градски извршилац. Чланови Катипунана, тајне организације која је покренула револуцију, углавном су припадали класи масес.
Материјални просперитет на почетку 19. вијека зачео је настанак просвијетљене средње класе на Филипинима, сачињене из богатих фармера, учитеља, адвоката, љекара, писаца и владиних службеника. Већина их је могла купити и читати књиге у почетку недоступне нижој филипинској класи. Разговарали су о политичким проблемима и тражили реформу владе, а на крају успијевали и послати своју дјецу на колеџе и универзитете Маниле и иностранства (нарочито Мадрида). Материјални напредак је остварен примарно због отварања луке Маниле и других лука свјетској трговини.
Водећи интелектуалци у земљи долазили су из просвијетљене средње класе. Касније су се назвали илустрадосима, што значи „они учени”. Такође, они су сматрали да припадају интелигенцији, статусној групи образованих Филипинаца. Из илустрадоса долазе и први еминентни чланови Пропаганде, покрета који је распирио прву ватру револуције.

### Либерализам (1868—1874)
Револуцијом из 1868. године збачена је аутократска монархија краљице Исабеле II од Шпаније, те замијењена грађанском и либералном владом у којој је републичке принципе истицао генерал Франсиско Серано и Домингез, 1. војвода од Торе.‍:107
Наредне године Серано је именовао Карлоса Марију од Торе, члана шпанске војске, за 91. генерал-губернатора Филипина. Филипински и шпански либерали који су боравили у земљи били су га 23. јуна 1869. године свечано дочекали у палати Малакањан. У ноћи 12. јула 1869. године, филипински поглавари, свештеници и студенти окупили су се и серенадом поздравили Карлоса од Торе у палати Малакањан како би исказали да цијене његову либералну политику. Серенаду су предводили утицајни становници Маниле, укључујући Хосеа Кабезаса де Хереру (грађански губернатор Маниле), Хосеа Бургоса, Максима Патерна, Мануела Гената, Хоакина Парда де Таверу, Англа Гарчиторену, Андреса Нијета и Хакобоа Зобела и Зангрониза.
Скупштина реформатора, Хунта хенерал де реформас, основана је у Манили. Чинило ју је пет Филипинаца, једанаест шпанских цивила и пет шпанских фратара.‍:362–363 Имали су могућност да гласају о реформама, које су подлијегале домаћој влади.‍:363 Међутим, ниједна од реформи није имала ефекта због тога што су се фратри бојали да би истима њихов утицај био доведен у питање. Скупштина је престала да постоји након Рестаурације (1874).‍:363

### Рађање филипинског национализма
Први велики изазов за монархију у доба Америчке револуције био је 1776. у америчким колонијама. Иако је Америчка револуција успјела, била је у релативно изолованом подручју. Међутим, Француска револуција је 1789. године почела да мијења политички пејзаж Европе; окончано је постојање апсолутне монархије у Француској. Моћ је с краља прешла на народ кроз представништво у парламенту. Људи у другим европским државама почели су такође да траже представништва. На Филипинима се ова идеја проширила путем писаних дјела криола, као што је Луис Родригез Варела који је себе називао именом „Конде Филипино” (Ерл Филипина). Ово је било први пут да се колониста назове Филипинцем умјесто стандардног идентитета Шпанца. Порастом економске и политичке стабилности на Филипинима, средња класа је почела захтијевати да се цркве на Филипинима национализују процесом познатим као секуларизација. У овом процесу, контрола над филипинским парохијама прешла је из религијских редова у руке секуларног свештенства, тачније свештеника рођених на Филипинима. Религијски редови, односно фратри, реаговали су негативно и почела је политичка борба између фратара и секуларних свештеника.
За Европу 19. вијек је такође био нова ера. Моћ Цркве се смањивала, а фратри су почели да долазе на Филипине; нада да ће фратри повратити своје положаје је изгубљена. Отварањем Суецког канала путовање на релацији Шпанија—Филипини постало је краће. Још пенинсулара (полуострвљани, Шпанци рођени у Шпанији) почело је да надире у колонију и заузима разне положаје у влади који су традиционално припадали креолима (Шпанци рођени на Филипинима). Током 300 година колонијалне управе, креоли су се навикли на полуаутономију са генерал-губернатором, који је био једини шпански (полуострвљански) владин званичник. Креоли су тражили представништво у Кортесу, гдје би могли да изразе своје незадовољство. Ово је, поред проблема са секуларизацијом, био повод рађања креолских побуњеника.

### Креолски побуњеници
Криољо (креоли; или инсулари, острвљани, како су их звали локално) писци с краја 18. вијека почели су са ширењем идеала Француске револуције на Филипинима. У исто вријеме, краљевским декретом је одређена секуларизација филипинских цркава те су многе парохије предане у руке свештеника рођених на Филипинима. Отприлике на пола пута, процес је стопиран усљед повратка Језуита. Вјерски редови почели су да повраћају филипинске парохије. Један случај који је разбјеснио инсуларе било је фрањевачко заузимање Антипола, најбогатије парохије на острву која је била под контролом свештеника филипинског поријекла. Почетком 19. вијека, отац Педро Пелаез и отац Маријано Гомез почели су да организују активности којима се захтијевало да контрола филипинских парохија буде враћена филипинским секуларним свештеницима. Отац Пелаез, који је био архиепископ Манилске катедрале, умро је у земљотресу; отац Гомез се повукао и одлучио да живи приватним животом. Сљедећа генерација активиста инсулара укључује оца Хосеа Бургоса, који је организовао студентске митинге на Универзитету Санто Томас. На политичком фронту, међу острвљанске активисте убраја се Хоакин Пардо де Тавера и Хакобо Зобел. Немири су ескалирали у велику побуну 1823. године, када је Андрес Новалес (креолски капетан) прогласио независност Филипина од Шпаније и крунисао себе за владара Филипина. Устанци острвљана су почели јануара 1872. године, када су се побунили војници и радници ради доласка у посјед арсенала тврђаве Сан Фелипе у Кавитеу. Предводио их је наредник Фердинанд ла Мадрид, шпански местик. Војници су погрешно схватили ватромет у Кијапу, који је био организован у знак слављења Светог Себастијана, као сигнал за почетак дуго планираног националног устанка. Колонијална влада је искористила инцидент за повећавање владавине терора и елиминисање субверзивних политичких и црквених личности. Међу њима су били свештеници Маријано Гомез, Хосе Бургос и Хасинто Замора, који су 18. фебруара 1872. године погубљени вјешањем на гароти. У историји Филипина су остали запамћени као Гомбурза.

## Организације

### Солидаридад, Лига и Пропаганда
Буна у Кавитеу из 1872. године и усљедјела депортација креола и местика на Маријанска острва и у Европу били су узроци настанка филипинске дијаспоре у Европи, поготово Мадриду. У шпанској престоници Марсело Х. дел Пилар, Маријано Понсе, Едуардо Лејте и Антонио Луна основали су Ла солидаридад, лист којим се потицала реформа на Филипинима и ширила идеја револуције.‍:363 Ови напори су постали познати као Покрет Пропаганда (фил./таг. Kilusang Propaganda), а резултат је било оснивање тајних друштава по селима.‍:363 Међу првим уредницима новина били су Грасијано Лопез Хаена, Марсело Х. дел Пилар и Хосе Ризал. Међу уредницима Ла солидаридада нашли су се и водећи шпански либерали, као што је то Морајта. Покрет Пропаганда у Европи је за резултат имао спровођење одређених реформи на Острвима од стране шпанског законодавства, али конијална влада исте није имплементирала. Након излажења 1889—1895. године, финансијска подршка за Солидаридад је пресушила и више није било могуће остварити конкретне промјене на Филипинима. Хосе Ризал се одлучио вратити на Филипине, гдје је потом основао Филипинску лигу — манилско поглавље Пропаганде.
Само неколико дана након оснивања, Ризала су ухапсиле колонијалне власти и депортовале у Дапитан, а Лига се ускоро распала. Идеолошке разлике су допринијеле престанку постојања Лиге. Конзервативни чланови горњег слоја друштва који су били за реформу, под вођством Аполинарија Мабинија, ударили су темеље за Куерпо де компромисариос; овом организацијом се у Европи покушао оживјети Солидаридад. Други, радикалнији чланови средње и ниже класе, предвођени Андресом Бонифасијем, основали су Катипунан поред ’оживљене’ Лиге.
Циљеви Пропаганде укључивали су једнакост Филипинаца и Шпанаца, враћање филипинског представништва у шпански Кортес, „филипинизацију” католичких парохија, те гарантовање индивидуалних слобода Филипинцима (слобода говора, слобода штампе, слобода окупљања, слобода улагања приговора на неправде и сл.).

### Катипунан
Андрес Бонифасио, Деодато Арељано, Ладислао Дива, Теодоро Плата и Валентин Дијаз основали су Катипунан (пуним називом: Катаас-таасанг, Кагаланг-галанганг Катипунан н мга Анак н Бајан — срп. досл. „Врховно и пречасно друштво Дјеца нације”), 7. јула 1892. године у Манили. На организацију која је заговарала независност кроз оружани револт против Шпаније утицали су ритуали и организација Слободно зидарство (масони); Бонифасио и други водећи чланови Катипунана били су такође чланови Слободног зидарства.
Катипунан се из Маниле проширио у неколико провинција, међу којима су и Батангас, Лагуна, Кавите, Булакан, Пампанга, Тарлак, Нуева Есиха, Јужни Илокос, Сјеверни Илокос, Пангасинан, Бикол и Минданао. Већина чланова, званих катипунерос, долазила је из ниже и средње класе. Катипунан је имао „сопствене законе, бирократску структуру и елективно руководство”. Врховни савјет Катипунана (Катаас-таасанг Капулунган), чији је члан првобитно био и Бонифасио а потом предсједавајући, координисао је провинцијским савјетима (Санггунијанг бајан). Провинцијски савјети су били задужени за „јавну администрацију и војне послове на супрамуниципалном или квазипровинцијалном нивоу”. Локални савјети (Пангулуханг бајан) били су задужени за послове „на нивоу дистрикта или барија”. Бонифасио је 1895. постао врховни вођа (супремо) односно врховни предсједник (пресиденте супремо)‍:244 Катипунана и био је на челу његовог Врховног савјета. Неки историчари процјењују да је организација имала између 30.000 и 400.000 чланова 1896. године; други историчари опет тврде да је било само неколико стотина или хиљада чланова.

## Ток и смјер револуције
За постојање Катипунана колонијалне власти су коначно сазнале преко Теодора Патиња, који је информацију открио Шпанцу Ла Фонту, генералном менаџеру штампарије Дијарио де Манила.‍:29–31 Патињо је био у жестоком сукобу око плаћања са сарадником, чланом Катипунера који се звао Аполонио де ла Круз; да би се осветио, разоткрио је Катипунан.‍:30–31 Ла Фонт је одвео поручника полиције у Дијарио, право до Аплонијевог стола, гдје су „пронашли параферналије Катипунана као што су гумени печат, мале књиге, леџери, заклетве о чланству потписане крвљу, те списак чланова Катипунановог поглавља Магиганти”.
Као и код напада 1872, колонијалне власти су наредиле неколико хапшења и мучењем покушавале идентификовати остале чланове Катипунана.‍:31 Упркос томе што нису били укључени у сецесионистички покрет, многи људи су били погубљени; примјер је дон Франсиско Рохас. Бонифасио је фалсификовао њихове потписе у документима Катипунана, надајући се да ће их тако приморати на подршку револуцији.
Бонифасио је 24. августа 1896. године позвао чланове Катипунана на масовно окупљање у Калоокану, гдје је група одлучила да започне са националном оружаном револуцијом против Шпаније.‍:34–35
У догађају су се масовно цијепале седуле (порезни сертификати заједнице), што је било попраћено патриотским повицима. Тачан датум и локација нису познати, али двије могућности званично је прихватила влада Филипина: 26. август у Балинтаваку, односно 23. август у Пугад Лавину. Према томе, догађај се зове „Буна у Балинтаваку” или „Буна у Пугад Лавину”. Међутим, проблем даље компликују други могући датуми, као што је 24. и 25. август, односно друге локације попут Кангконга, Бахај Тора и Пасонг Тама. Такође, у то вријеме Балинтавак се није односило само на специфично мјесто него генерално на подручје које је обухватало и неке од поменутих других локација (нпр. Кангконг).
По открићу Катипунана, Бонифасио је позвао савјете организације да се састану у Балинтаваку или Кангконгу да би одлучили како даље. Према историчару Теодору Агонсиљу, састанак се одржао 19. августа; како год, вођа револуције Сантијаго Алварез изјавио је да је састанак био 22. августа.
Катипунероси су 21. августа били спремни за окупљање у Балинтаваку (Калоокан). Касније исте вечери, посриједи јаке кише, побуњеници су се пребацили су Кангконгу (Калоокан), гдје су стигли послије поноћи. Побуњеници су као мјеру опреза одлучили да 23. августа пријеђу у Бахај Торо или Пугад Лавин. Агонсиљо тврди да се буна и цијепање сертификата десило у кући Хуана Рамоса, која се налази у Пугад Лавину. Алварез је написао да су се састали у кући Мелчоре Акино (позната као Танданг Сора; мајка Хуана Рамоса) у Бахај Тору, на исти датум. Агонсиљо каже да је Акинина кућа била у Пасонг Таму и да су се ту састали 24. августа. Побуњеници су наставили да се окупљају, а до 24. августа било их је преко хиљаду.
Одлучено је 24. августа да треба обавијестити савјете Катипунана у околним градовима да се напад на престоницу Манилу планира за 29. август. Бонифасио је именовао генерале који ће предводити побуњеничке снаге у Манили. Прије избијања насиља, Бонифасио је такође реорганизовао Катипунан претворивши га у отворену револуционарну владу, са собом као предсједником и Врховним савјетом Катипунана као својим кабинетом.
У јутро 25. августа, побуњенике је напала јединица шпанске цивилне гарде; побуњеници су били бројнији, а Шпанци боље наоружани. Снаге су престале да врше нападе након краћег обрачуна; обоји су претрпјели мање губитке.
Други окршај се десио 26. августа, када су побуњеници приморани на повлачење према Балари. У подне, Бонифасио и неколико његових људи накратко су одсјели у Дилиману. Поподне, цивилна гарда бива послата у Калоокан да истражи нападе на кинеске трговце — које су извршили бандити придружени побуњеницима; наишли су на групу катипунероса и избио је кратак сукоб.‍:367 Командант гарде, поручник Рос, изјавио је да су власти нападнуте; извјештај је подстакао генерал-губернатора Рамона Бланка да се припреми за надолазеће нападе. Генерал Бланко је имао око 10.000 шпанских редовника на располагању, као и топовњаче Исла де Куба и Исла де Лузон (крај новембра).‍:365
Од 27. до 28. августа Бонифасио је путовао на релацији Балара — Мт. Балабак (Хагданг Бато, Мандалујонг). Ту је одржавао посљедње састанке ради финализирања планова за напад на Манилу заказан за сутрашњи дан. Бонифасио је издао сљедећи општи проглас-наређење:
Овај манифесто је за све вас. Апсолутно је неопходно да ми што је прије могуће зауставимо неисказиве опозиције које се спроводе над синовима земље који сада пате брутална кажњавања и мучења по затворима, и због овога нека сва браћа знају да би у суботу, 29. [дана] тренутног мјесеца, револуција требало да отпочне у складу с нашим договором. Ради овога, неопходно је да сви градови устану истовремено и нападну Манилу у исто вријеме. Било ко ко буде ометао овај свети идеал народа биће сматран издајником и непријатељем, осим ако је болестан; или није физички способан, у којем случају ће се са истим поступати у складу са прописима које смо ставили на снагу.
  Маунт оф Либерти, 28. август 1896. — Андрес Бонифасио
Конвенционални поглед међу филипинским историчарима је да Бонифасио није извео планирани напад Катипунана на Манилу наредног дана, него да је умјесто овога напао барутану у Сан Хуан дел Монтеу (Метро Манила). Међутим, скорије студије показују да ипак има валидних доказа да се планирани напад јесте десио; према овом напреднијем, новом погледу, Бонифасијева битка за Сан Хуан дел Монте (данас позната као „Битка за Пинаглабанан”) била је само дио веће „битке за Манилу” досад непрепознате као такве.
Конфликти на подручју и око Маниле почели су у ноћи 29. августа, када су стотине побуњеника напале гарнизон цивилне гарде у Пасигу; баш тада су и стотине других побуњеника на челу са Бонифасијем лично почеле да се окупљају у Сан Хуан дел Монтеу (Метро Манила), који су напали 30. августа у 4.00 часова иза поноћи.‍:368 Бонифасио је намјеравао да заузме барутану Сан Хуан дел Монтеа‍:368 поред станице за водоснабдијевање Маниле. Шпанци, бројно надјачани, развлачили су битку колико су могли све до доласка појачања. Када су добили појачање, Шпанци су побиједили Бонифасијеве снаге и нанијели им страшне губитке. Другдје, побуњеници су напали Мандалујонг, Сампалок, Свету Ану, Пандакан, Патерос, Марикину и Калоокан, као и Макати и Тагиг. Балинтавак у Калоокану био је поприште жестоких борби. Побуњеничке трупе су гравитирале највише борби у Сан Хуан дел Монтеу и Сампалоку. Јужно од Маниле, хиљаду побуњеника је напало малу јединицу цивилне гарде. У Пандакану, катипунероси су напали парохију цркве, приморавши свештеника парохије да се бори за свој живот.
Након пораза у битки за Сан Хуан дел Монте, Бонифасијеве трупе су се регруписале недалеко од Марикине, Сан Матеа и Монталбана, гдје су наставиле да врше подручне атаке. Заузимали су одређене области, али су биле све више ослабљиване усљед шпанских противнапада; Бонифасио је на крају наредио повлачење у Балару. На путу, Бонифасио је умало убијен штитећи Емилија Хасинта од шпанског метка који му је окрзнуо крагну. Упркос овом повлачењу, Бонифасио није био поражен у потпуности и и даље се сматрао пријетњом.
Јужно од Маниле, градови Сан Франсиско де Малабон, Новелета и Кавит (сви у Кавитеу) дизали су буне неколико наредних дана. У Нуева Есихи, сјеверно од Маниле, побуњеници Сан Исидра предвођени Маријаном Љанером напали су 2—4. септембра шпански гарнизон; напад им није успио.
Револт се до 30. августа проширио на осам провинција. На овај датум, генерал-губернатор Бланко прогласио је „ратно стање” односно ванредно стање у поменутим провинцијама.‍:368 У питању су провинције Манила, Булакан, Кавите, Пампанга, Тарлак, Лагуна, Батангас и Нуева Есиха. Ових осам провинција касније ће симболизирати осам зрака сунца на филипинској застави.
Побуњеници нису располагали са много ватреног оружја; већином су били наоружани боло ножевима и копљима од бамбуса. Недостатак пушака, пиштоља и сл. оружја вјероватно је један од главних разлога зашто напад на Манилу наводно никада није могао да успије. Такође, вође Катипунана из Кавитеа раније су изразиле суздржаност око покретања устанка због недовољног наоружања и спремности. Због овога нису послале трупе у Манилу него су нападале гарнизоне у локалним управама. Неки историчари трвде да је пораз Катипунана у кампањи за Манилу био (дјелимично) кривицом кавитеских побуњеника јер су били одсутни, а њихова присутност вјероватно би се показала кључном. У својим мемоарима, вође побуњеника Кавитеа оправдале су своју одсутност у Манили тврдећи да Бонифасио није успио да да претходно договорене сигнале за отпочињање устанка, као што је на примјер пуштање балона и гашење свјетала у парку Лунета. Како год, ове тврдње су окарактерисане као „историјска митологија”; према разумнијем образложењу историчара, да су заиста чекали сигнале прије уласка у Манилу свеједно би стигли „прекасно на окршај”. Бонифасијево наређење истовременог напада интерпретирано је као доказ да поменути сигнали нису никада ни били дио плана. Други фактори који су утицали на пораз Катипунана укључују губитак бојних планова, у чији посјед су дошли шпански обавјештајци. Шпанци су концентрисали своје снаге на подручју Маниле, а из осталих провинција повукли своје трупе (што се показало кључним за побуњенике у другим подручјима, посебно Кавитеу). Власти су такође пребациле регименту од 500 домаћих трупа у Марави (Минданао), гдје су се војници касније побунили.

### Погубљење Ризала
Када је револуција избила Ризал се налазио у Кавитеу, чекајући мјесечни поштански брод за Шпанију. Волонтирао је и био прихваћен у медицинској јединици Кубанског рата за независност. Поштански брод је отпловио 3. септембра и 3. октобра 1896. године стигао у Барселону, град у којем је владало ванредно стање. Након кратког боравка у затвору на Монжуику, Ризалу је генерал-капетан Еулохио Деспужол рекао да га неће послати на Кубу него да ће бити враћен на Филипине. Када су га вратили назад, заточен је у тврђаву Сантијаго.
Док је био у заробљеништву Ризал је писао молбе генерал-гувернеру Рамону Бланку, тражећи дозволу да да изјаву о побуни. Молба му је одобрена и Ризал је написао Manifesto á Algunos Filipinos, гдје је осудио употребу његовог имена као „као ратног поклича међу одређеним људима који су били у оружаним [снагама/борбама]”, изјавивши да „да би реформе уродиле плодом, морају доћи одозго, пошто ће оне које дођу одоздо бити нерегуларни и несигурни удари”; потврдио је да „осуђује, ову апсурдну, дивљачку инсурекцију”. Како год, текст је заташкан захваљајући суцу незавнисном одвјетнику.

### Револуција у Кавитеу
До децембра истакла су се три главна побуњеничка центра: Кавите (Маријано Алварез и др.), Булакан (Маријано Љанера) и Моронг (данас дио Ризала; Бонифасио). Бонифасио је служио/дјеловао као тактичар побуњеничких герила, с тим да се његов углед нашао на удару након што је изгубио битке које је водио лично.
У међувремену, катипунероси у Кавитеу под вођством Маријана Алвареза (Бонифасијев стриц по тазбини) и Балдомера Агиналда (Кавите ел Вијехо, данашњи Кавит) побиједили су у неколико првих битака. Савјет Магдала одабрао је инжењера Едилберта Еванхелисту да испланира одбрану и логистику револуције у Кавитеу. Његова прва побједа била је у битки за Имус која се одиграла 1. септембра 1896. године, у којој је поразио шпанске снаге предвођене генералом Ернестоом Агиреом ком је помагао Хосе Тахле. Кавитески револуционари, посебно Агиналдо, стекли су углед побиједивши шпанске трупе у унапријед испланираним биткама, док су остали побуњеници — као што је Бонифасио и Љанера, односно њима подређени — улазили у герилски рат.
Агиналдо, обраћајући се за тадашњи савјет Магдало, објавио је проглас наредивши оснивање привремене и револуционарне владе након својих првих успјеха, поред постојеће Бонифасијеве владе Катипунана.
Катипунан у Кавитеу је био подијељен на два савјета: Магдиванг (вођа Алварез) и Магдало (вођа Балдомеро Агиналдо, Емилијев рођак). У почетку ова два савјета Катипунана сарађивала су један с другим на бојном пољу, на примјер у биткама за Бинакајан и Далахикан, када су забиљежили прве побједе над Шпанцима. Међутим, ривалство односно борба за водећи положај и територију ускоро је било у пуном јеку, па су фракције почеле да одбијају заједничко дјеловање и престале да међусобно сарађују у биткама.
Да би се Катипунан у Кавитеу ујединио, Магдиванг је преко Артемија Рикартеа и Пија дел Пилара ступио у контакт са Бонифасијем (који се борио у Моронгу, данашњи Ризал), да би он као врховни вођа утицао на смиривање страсти између фракција. Можда због својих родбинских веза са вођом Магдиванга, сматрало се да је Бонифасио дјелимично наклоњен поменутој фракцији.
Није прошло много времена а почело се доводити у питање ко је заиста врховни вођа. Фракција Магдиванг је сматрала да је то Бонифасио, као поглавар Катипунана. Фракција Магдало је била наклоњена Емилију Агиналду као вођи покрета јер су његови успјеси на бојном пољу били већи у односу на Бонифасија који је претрпио доста пораза. У међувремену, шпанске трупе сада предвођене новим генерал-губернатором Камилом де Полавијехом полагано су освајале територију.

### Техероска конвенција
Скупштина у Имусу бива сазвана 31. децембра како би се ријешио спор око вођства. Магдало је инсистирао на оснивању револуционарне владе која ће замијенити Катипунан. С друге стране, Магдиванг је фаворизовао задржавање Катипунана, тврдећи да је организација заправо већ била влада сама по себи. Скупштина се распустила без консензуса.
Други састанак је одржан у Техеросу, 22. марта 1897. године. Жеља је била да се изаберу званичници за револуционарну владу, којој су требале уједињене војне снаге пошто је офанзива Шпанаца против фракције Магдало бивала све јача. Фракција Магдиванг се ујединила са Бонифасијем и припремила изборе, јер је фракција Магдало била заузета припремама за битку. Бонифасио је предсједавао изборима и изјавио да ће резултати истих бити испоштовани. Када се гласање завршило, Бонифасио је изгубио и вођство је прешло у руке Агиналда, који није био ту већ се борио у Пасонг Сантолу. Бонифасио је такође изгубио друге положаје на које су изабрани чланови фракције Магдиванг. Он је изабран за директора унутрашњих послова, али његове квалификације у питање је одлучио да доведе један члан Магдала (Данијел Тирона). Бонифасио се нашао веома увријеђеним; да Артемио Рикарте није интервенисао, Бонифасио би упуцао Тирону на лицу мјеста. Одбивши са сиђе са супремо положаја унутар Катипунана, Бонифасио је прогласио изборе намјештенима; свеједно је морао да буде смијењен, упркос огромном незадовољству и бијесним реакцијама. Агиналдо је положио заклетву као предсједник већ сљедећег дана, у Санта Круз де Малабону (данашња Танса, Кавите), као што су урадили и остали званичници (изузев самог Бонифасија).

### Погубљење Бонифасија
Бонифасио је своје сједиште премјестио у Наик након што је изгубио Имус.‍:112 У Наику је са својим званичницима створио „Војни споразум у Наику”, основавши ривалску владу новоконституисаној влади Агиналда. Бонифасијева влада није признавала изборе у Техеросу и тврдила је да је Бонифасио вођа револуције. Такође је наредила да се Филипинци могу силом натјерати да се прикључе Бонифасијевој војсци. Споразум је на крају изазвао војни удар против новоосноване Агиналдове владе. Када је Лимбон у Индангу (град у Кавитеу) одбио да обезбиједи потрепштине, Бонифасио је наредио да га се спали.‍:117 Када је Агиналдо сазнао за Наички војни споразум и добио извјештаје о суровим злочинима Бонифасија, наручио је хапшење Бонифасија и његових војника (а да сам Бонифасио не зна за ово), и то 27. априла 1897. године.‍:120 Пуковник Агапито Бонсон састао се са Бонифасијем у Лимбону и напао га наредног дана. Бонифасио и његов брат Прокопио били су рањени, а њихов брат Киријако убијен тог 28. априла.‍:121 Двојица браће су одведена у Наик да им се суди.‍:124
Консехо де гера (Ратни савјет) осудио је 10. маја 1897. године Андреса и Прокопија Бонифасија на смрт, за непослушност и издају. Агиналдо је подржао депортацију браће,‍:140 али је касније повукао своју одлуку због притисака Пија дел Пилара и других официра из револуционарне војске.
Мајор Лазаро Макапагал је 10. маја, по наређењу генерала Маријана Норијела погубио браћу Бонифасио‍:143 у подножју планине Бунтис, недалеко од Марагондона. Андрес и Прокопио су сахрањени у плитком гробу, означеном само гранчицама.

### Бијак-на-Бато
Ојачане новим регрутима из Шпаније, владине трупе су заузеле неколико градова у Кавитеу; Имус је пао 25. марта 1897. године.‍:110 Вођа шпанских експедиционих снага, генерал Де Лакамбре, тада је понудио амнестију свима који се предају и прихвате шпанску власт.‍:111
Шпанци су маја 1897. заузели Марагондон, приморавши Владу Филипинске републике да се премјести у Мт. Бунтис.‍:146 До јуна су такође заузели Мендез Нунез, Амадео, Алфонсо, Баилен и Магаљанес, без пуно отпора.‍:149 Шпанци су планирали рат, укључујући поробљавање родбине и пријатеља побуњеника у концентрационе логоре.‍:222
Како тврде Аполинарио Мабини и други, остатак пораза побуњеника може да се припише незадовољству узрокованом Бонифасијевом смрћу. Мабини пише сљедеће:
Ова трагедија је угушила ентузијазам за револуционарним походима, те убрзала неуспјех устанка у Кавитеу, пошто су многи из Маниле, Лагуне и Батангаса, који су се борили за провинцију [Кавите], били деморалисани и одустали [су]...
У другим областима, неки од Бонифасијевих сарадника (нпр. Емилио Хасинто и Макарио Сакај) никада нису предали своју војну команду Агиналдовим властима.
Агиналдо и његови људи повлачили су се сјеверно, из једног у други град — све док на крају нису дошли у Бијак-на-Бато, у град Сан Мигел де Мајумо (Булакан). Ту су основали такозвану Републику Бијак-на-Бато, са уставом Исабела Артачоа и Феликса Ферера; био је заснован на првом Кубанском уставу.
Нови шпански генерал-губернатор Фернандо Примо де Ривера дао је сљедећи проглас: „Ја могу освојити Бијак-на-Бато. Било која војска га може заузети. Али не могу окончати побуну.”; овиме је понудио мир револуционарима. Адвокат по имену Педро Патерно волонтирао је као преговарач између двију страна. Четири мјесеца је путовао на релацији Манила—Бијак-на-Бато. Његов напоран рад коначно је уродио плодом када је, 14/15. децембра 1897. године, потписан Пакт за Бијак-на-Бато. Сачињен из три документа, позивао је да се испоштује сљедеће:
- Сви револуционари морају предати све своје наоружање.
- Амнестија за учеснике револуције биће загарантована.
- Вође револуције биће послате у егзил.
- Шпанска влада ће исплатити 400.000 долара [мексички песо] револуционарима на три рате: 200.000 долара [мексички песо] по изласку из земље, 100.000 долара [мексички песо] по предавању најмање 700 комада ватреног оружја, те још 200.000 долара [мексички песо] по проглашењу генералне амнестије.[н. 2]

Агиналдо и још осамнаест највиших званичника који су учествовали у револуцији, укључујући Маријана Љанеру, Томаса Маскарда, Бенита Нативидада, Грегорија дел Пилара и Висентеа Лукбана, напустили су Бијак-на-Бато 24. децембра 1897. године и до 29. децембра завршили у егзилу у Хонгконгу са 400.000 долара [мексички песо].‍:229 Остали су добили 200.000 долара [мексички песо], а трећа рата никада није доспјела. Генерална амнестија није проглашена јер се наставило са спорадичним нападима устаника.

### Наставак револуције
Нису сви револуционарни генерали прихватили споразум. Један од њих, генерал Франсиско Макабулос, основао је Централни извршни комитет који је служио као интерим влада док се не створи нека боља. Оружани сукоби нису престали; штавише, водили су се у готово свакој провинцији Филипина. Колонијалне власти, с друге стране, наставиле су с хапшењима и мучењем оних који су се сумњичили за вршење разбојништва.
Пакт за Бијак-на-Бато није означио крај револуције. Агиналдо и његови људи били су увјерени да Шпанци никада неће исплатити сав договорени новац обећан као услов предаје. Такође су вјеровали да ће Шпанија прекршити обећање амнестије. Филипински патриоти поново су постали вјерни домовини јер су жељели потпуну независност. Купили су још оружја и муниције да би се припремили за опсаду која слиједи.

#### Битка за Какаронг де Сили
Током Филипинске револуције, Панди (Булакан) играо је виталну и историјску улогу у борби за филипинску независност. Панди је историјски познат по светилишту Реал де Какаронг де Сили (светилиште Инанг Филипина), мјесту на којем се одвила најкрвавија борба револуције у Булакану; овдје је умрло преко 3.000 катипунера, револуционара Катипунана. Такође, ово је мјесто на којем је „Република Реал де Какаронг де Сили”, једна од првих филипинских револуционарних република, основана 1896. године. У Каракронг де Силију је исто тако настала и Какароншка република, недуго након буне у Пугад Лавину (позната и као „буна у Балинтаваку”) коју је покренуло око 6.000 катипунероса из разних градова Булакана, предвођених бригадним генералом тј. генерал-мајором Еусебиом Рокеом (познатији под именом „Маестронг Себио” од. „Димабунго”).

#### Какароншка република
Историја и истраживачи, а такође и списи Националне историјске комисије, показују да је Какароншка република била прва истински основана револуционарна влада, и то ради обарања Шпанаца; претходила је чак и познатој Малолоској републици и Републици Бијак-на-Бато. У знак признања истога, ове три „републике” основане у Булакану инкорпорисане су у грб провинције. Какароншка република, основана крајем 1896. године, израсла је из локалног поглавља Катипунана у граду Пандију (Балангај Димас-Аланг).
Према доступним списима, укључујући биографију генерала Грегорија дел Пилара насловљену Живот и смрт генерала дјечака (енгл. Life and Death of a Boy General) аутора Теодора Калава (бивши директор Националне библиотеке Филипина), тврђава налик минијатурном граду била је изграђена у Какаронг де Силију. Имала је улице, независну полицију, војску, војни арсенал са фабрикама за болосе и артиљерију, те јединице за поправку пушака и муниције. Република Какаронг имала је читав низ званичника, са Канутоом Виљануевом као врховним поглаваром и генерал-капетаном војних снага и Еусебиом Рокеом (такође познат под својим ном-де-гереом „Маестронг Себио”, бивши вођа локалног огранка Катипунана) као генерал-мајором републичке војске. Тврђаву је 1. јануара 1897. напала и у цјелости уништила велика шпанска јединица предвођена генералом Олагером Фелијуом. Генерал Грегорио дел Пилар био је само поручник у то вријеме, а битка за Какаронг де Сили било је његово прво „ватрено крштење”. Ово је било и мјесто гдје је први пут рањен; побјегао је у Манатал, оближњи барангај.
У знак сјећања на 1.200 катипунероса који су настрадали у битки, Какароншка ложа бр. 168 легионара Трабаха подигла је 1924. године споменик „Светилиште Инанг Пилипина” (Светилиште Мајка Филипина) у какароншком барију у Пандију (Булакан). Стварно поприште битке за Какаронг де Сили данас припада барангају Реал де Какаронг. Емилио Агиналдо је посјетио ово мјесто у својим касним педесетим.

## Шпанско-амерички рат
У фебруару 1898, током текуће револуције на Куби, усљед експлозије и поринућа бојног брода Америчке морнарице у Хавани Сједињене Америчке Државе су априла исте године Шпанији објавиле рат. Комодор (једини адмирал Морнарице САД) Џорџ Дјуи је 25. априла отпловио ка Манили, са флотом од седам америчких бродова. По доласку 1. маја, Дјуи је наишао на флоту од дванаест шпанских бродова под командом адмирала Патрисија Монтохоа и Пасарона. Усљедјела битка у заливу Манила трајала је само неколико сати; цијела Монтохоова флота је уништена. Дјуи је позвао оружано појачање и док га је чекао дјеловао је као блокада залива Манила.

### Агиналдов повратак на Филипине
УСС Макалок, амерички извиднички брод, 7. маја 1898. године стигао је из Маниле у Хонгконг, допремивши извјештај о Дјуијевој побједи у битки у заливу Манила али не и наређења везано за транспорт Агиналда. Макалок је поново пристао у Хонгконг 15. маја, сада са наређењем да се Агиналдо пребаци у Манилу. Агиналдо је напустио Хонгконг укрцавши се на Макалок 17. маја, а у залив Манила његов брод је упловио 19. маја. Неколико револуционара, поред филипинских војника запослених у шпанској војсци, прешло је под команду Агиналда.
Са свјежим појачањем, 28. маја 1898. године око 12.000 мушкараца упало је у посљедње упориште Шпанске империје — у Кавите, отпочевши битку за Алапан. Захваљујући овој битки Кавите је коначно ослобођен шпанске колонијалне контроле, а такође се и први пут завиорила модерна филипинска застава у побједничком слављу.
Убрзо након овога, градови Имус и Бакоор у Кавитеу, Парањаке и Лас Пињас у Моронгу, Макабебе и Сан Фернандо у Пампанги, као и провинције Лагуна, Батангас, Булакан, Нуева Есиха, Батаан, Тајабас (данашњи Кезон) и Камаринес, такође су били ослобођени и стављени под контролу Филипинаца. Заузета је и лука Далахикан у Кавитеу нетом послије ослобађања поменутих градова и провинција.

### Проглашење независности
Острво Лузон, осим Маниле и луке Кавите, до јуна 1898. стављено је под филипинску контролу, након повлачења генерала Монета са преосталих 600 војника плус 80 рањеника у Манилу.‍:445 Револуционари су спремали опсаду Маниле и почели са опструисањем снабдијевања града храном и водом. С већином архипелага под својом контролом, Агиналдо је одлучио да је вријеме за успостављање филипинске владе. Када је Агиналдо стигао из Хонгконга, са собом је донио копију плана Маријана Понсеа; позивао је на оснивање револуционарне владе. Међутим, када је добио савјет од Амбросија Ријансареса Баутисте, одлучио је успоставити аутократски режим — 24. маја званично је постао диктатор. Под његовом диктатуром независност је коначно проглашена, 12. јуна 1898. године у Агиналдовој кући у Кавиту. Прва застава Филипинаца поново се завиорила, а национална химна зачула по први пут. Аполинарио Мабини, најближи савјетник Агиналда, супротстављао се Агиналдовој одлуци оснивања аутократије. Умјесто овог режима хтио је да Агиналдо створи револуционарну владу, што је овај одбио да уради. Међутим, Мабини је на крају ипак успио да га увјери, па Агиналдо оснива револуционарну владу 23. јула 1898. године.

### Заузимање Маниле
Морнарица САД наставила је да чека појачање.
Побуњеници, шпанске снаге на челу са генерал-губернатором Филипина Фермином Хаудесеном, били су супротствљени америчким снагама које је предводио генерал-мајор САД Весли Мерит и морнарички комодор Џорџ Дјуи. Американце је такође подржавала Филипинска револуционарна армија, на челу са Емилиом Агиналдом.
Одбијајући да да дозволу осталим Филипинцима да и они учествују, ојачане америчке снаге заузеле су Манилу 13. августа 1898. године.

### Прва Филипинска република
По препорукама декрета којим је основана револуционарна влада, Конгресо револусионарио (Револуционарни конгрес) бива сазван 15. септембра 1898. године у цркви Барасоаин у Малолосу (Булакан).‍:469 Сви делегати у конгресу долазили су из класе илустрадоса. Мабини се успротивио позиву на уставну скупштину; када му ово није пошло за руком, саставио је устав лично, али ни ту није имао успјеха. Адвокат из класе илустрадоса, Фелипе Калдерон и Рока, саставио је и представио верзију устава по којој је скупштина одредила први званични републички устав. Скупштина, сада већ позната као Малолоски конгрес, 29. новембра је имала готов први приједлог устава. Међутим, Агиналдо који је увијек веома цијенио Мабинија и прихватао готово све његове савјете, одбио је да потпише приједлог јер се Мабини противио истом. Након извјесних измјена на основу приговора Мабинија, 21. јануара 1899. године устав је коначно одобрио конгресо и потписао Агиналдо. Два дана послије, Филипинска република (такође позната као Прва Република и Малолоска република) основана је у Малолосу, са Агиналдом као првим предсједником поново независне и суверене државе Филипини.‍:486

## Филипинско-амерички рат
Сукоби између филипинских и америчких снага почели су 4. фебруара 1899. године, када је америчка стража која је патролирала између филипинских и америчких линија отворила ватру на филипинског војника. Филипинске снаге су узвратиле паљбу, покренувши тиме другу битку за Манилу. Агиналдо је послао позиционираног члана свог особља Елвелу Отису, америчком војном заповједнику, с поруком да је паљба била противно његовим наређењима. Према Агиналду, Отис је одговорио сљедећим ријечима: „Борба, имајући [у виду да је] отпочела, мора наставити до суморног краја.” Коначно независни Филипини су били приморани да објаве рат САД, 2. јуна 1899. године; проглас рата је издао тадашњи предсједник Конгреса Педро Патерно.